# Zavar (település)
Zavar (szlovákul Zavar) község Szlovákiában, a Nagyszombati kerület Nagyszombati járásában.

## Fekvése
Nagyszombattól 7 km-re délkeletre fekszik.

## Nevének eredete
Neve valószínűleg szláv személynévből származik.

## Története
A települést 1255-ben Zovvor néven említik először Roland nádor és pozsonyi ispán, valamint a nyitrai püspökség között Csandal földjéről szóló oklevélben, mely akkor egy bizonyos Zavari Dénes (Dionýza de Zovvori) birtoka. Zavar a 13. században a pozsonyi váruradalom része volt. 1256-ban Zowar, 1268-ban Zawar, 1292-ben és 1325-ben Zowar, 1332-ben Sawar alakban említik a korabeli forrásokban.
Vályi András szerint „ZAVAR. Tót falu Pozsony Várm. földes Urai több Urak, lakosai katolikusok, fekszik Alsó-Lóczhoz 1/2 órányira; határja 3 nyomásbéli, nevezetes javai vagynak.”
Fényes Elek szerint „Zavar, Poson, most Felső-Nyitra vm. tót f. Nagy-Szombathoz 1 mfd. a Dudvágh mellett: 602 kath., 60 zsidó lak., kik hajdan reform. magyarok voltak. Láthatni itt egy kath. paroch. templomot, és számos csinos urasági lakházakat. Szántóföldje sok, és igen szép rozsot, buzát, árpát terem; juhtenyésztése nevezetes. F. u. Majláth György, Prileszky, Horváth, s m. t.”
Pozsony vármegye monográfiája szerint „Zavar, vágvölgyi tót kisközség, körjegyzőségi székhely, 103 házzal és 989, nagyobbára róm. kath. vallású lakossal. E község hajdan a pozsonyi várnépek földje volt, s 1255-ben Dionisius de Zovvor nevében szerepel, 1256-ban pedig Benke de Zouar nevében; egy 1268-ból való okirat meg Souor alakban említi. 1290-ben az Aba és a Bacsák család a birtokosa, de Bacha comes fia Mihály már 1292-ben a maga birtokát a nagyszombati apáczáknak hagyományozza. 1322-ben a Zavari családot uralja. A XV. században Zsigmond király Majthényi Gergelynek adományozza. Az 1553-iki összeírás szerint Zavary Kristófnak 10, a Majthényiaknak 15 és Terjék Kristófnak 4 portája adózik itten. A XVII. században a Hortis család, s 1669 előtt Babocsay Ferencz is birtokosa. Ez évben Dvornikovich Miklós is kap itt I. Lipóttól adományt. 1676-ban a vármegye itteni birtokát Mórocz István alispánnak, itteni házát pedig 1679-ben Pálffy Miklós gróf főispánnak ajándékozta. Újabbkori birtokosai a Majláth családon kívül a Kmoskó, Prileszky, Horváth, Okolicsányi, Bacsák, Hrabovszky, Bory, Buzinkay, Rudnyánszky, Sipeky és más nemesi birtokosok. Jelenleg Majláth György grófnak van itt nagyobb birtoka és szép kastélya, melyet a tulajdonos gróf nagyatyja a mult század elején építtetett, de 1894-ben megnagyobbították. Itt van a gróf Majláth család sírboltja is, melyben Majláth György, a néhai országbíró nyugszik. Van itt leányiskolával összekötött zárda, melyet az országbíró özvegye, szül. Prandau Stefánia bárónő 1887-ben alapított, továbbá a lakosokra nézve nagyon hasznos himzőiskola. Még a nagyszombati apáczák idejéből régi épület áll fenn, mely lakóhelyük, még előbb pedig Pálos kolostor volt. A község plébániája már a XIII. században fennállott és mai temploma is a régiség nyomait viseli magán. Ide tartoznak a Majláth és Majer majorok. A községnek van saját postája. Távírója Lócz-Bresztovány, vasúti állomása Keresztúr-Apaj.”
A trianoni békeszerződésig Pozsony vármegye Nagyszombati járásához tartozott.

## Népessége
| Év:            | 1994. | 2004.   | 2014.    | 2024.    |
| -------------- | ----- | ------- | -------- | -------- |
| Emberek száma: | 1649  | 1755    | 2222     | 2563     |
| Eltérés:       |       | +6,42 % | +26,60 % | +15,34 % |

| Év:            | 2023. | 2024.   |
| -------------- | ----- | ------- |
| Emberek száma: | 2536  | 2563    |
| Eltérés:       |       | +1,06 % |

### Népességének nemzetiségek szerinti alakulása
1880-ban 790 lakosából 666 szlovák, 49 német és 23 magyar anyanyelvű volt, ebből 750 római katolikus és 37 izraelita.
1890-ben 870 lakosából 761 szlovák és 35 magyar anyanyelvű volt.
1900-ban 989 lakosából 874 szlovák és 63 magyar anyanyelvű volt.
1910-ben 1057 lakosából 929 szlovák és 73 magyar anyanyelvű volt.
1921-ben 1052 lakosából 985 csehszlovák és 40 magyar volt.
1930-ban 1084 lakosából 1050 csehszlovák, 19 magyar, 6 zsidó és 5 német volt, ebből 1049 római katolikus, 24 izraelita, 8 evangélikus, 2 református és 1 egyéb vallású volt.
1991-ben 1587 lakosából szlovák volt.
2001-ben 1727 lakosából szlovák és 3 magyar volt.
2011-ben 2281 lakosából 2017 szlovák és 13 magyar volt.
2021-ben 2383 lakosából 1940 (+16) szlovák, 4 (+2) magyar, 1 (+3) cigány, 4 (+2) ruszin, 216 (+1) egyéb és 218 ismeretlen nemzetiségű volt.
| Zavar (település) lakosságának nemzetiségi megoszlása | Zavar (település) lakosságának nemzetiségi megoszlása | Zavar (település) lakosságának nemzetiségi megoszlása |
| ----------------------------------------------------- | ----------------------------------------------------- | ----------------------------------------------------- |
| szlovák                                               |                                                       | 929 fő (88%)                                          |
| magyar                                                |                                                       | 73 fő (7%)                                            |
| német                                                 |                                                       | 53 fő (5%)                                            |
| egyéb                                                 |                                                       | 2 fő (0%)                                             |
| *1910. évi népszámlálási adatok                       |                                                       |                                                       |

| Zavar (település) lakosságának nemzetiségi megoszlása | Zavar (település) lakosságának nemzetiségi megoszlása | Zavar (település) lakosságának nemzetiségi megoszlása |
| ----------------------------------------------------- | ----------------------------------------------------- | ----------------------------------------------------- |
| szlovák                                               |                                                       | 1711 fő (99%)                                         |
| magyar                                                |                                                       | 3 fő (0%)                                             |
| német                                                 |                                                       | 0 fő (0%)                                             |
| egyéb                                                 |                                                       | 13 fő (1%)                                            |
| *2001. évi népszámlálási adatok                       |                                                       |                                                       |

| Zavar (település) lakosságának nemzetiségi megoszlása | Zavar (település) lakosságának nemzetiségi megoszlása | Zavar (település) lakosságának nemzetiségi megoszlása |
| ----------------------------------------------------- | ----------------------------------------------------- | ----------------------------------------------------- |
| szlovák                                               |                                                       | 2017 fő (88%)                                         |
| magyar                                                |                                                       | 13 fő (1%)                                            |
| német                                                 |                                                       | 0 fő (0%)                                             |
| egyéb                                                 |                                                       | 251 fő (11%)                                          |
| *2011. évi népszámlálási adatok                       |                                                       |                                                       |

## Neves személyek
- Itt született 1672-ben Kereskényi Farkas kuruc tiszt, főhadbiztos.
- Itt született 1713. január 24-én Kereskényi Ádám jezsuita, egyetemi professzor, drámaíró.
- Itt született 1786-ban Mailáth György országbíró, a főrendiház elnöke, a Magyar Tudományos Akadémia igazgató tanácsának tagja.
- Itt született 1815. szeptember 11-én Horváth János honvéd ezredes.
- Itt született 1822. március 22-én Viktorin József szlovák író, irodalomszervező, katolikus pap.
- Itt született 1907. április 1-jén Gejza Dusík szlovák zeneszerző.
- Itt szolgált Horváth József (1848-1916) főtanító.

## Nevezetességei
- A Kisboldogasszony tiszteletére szentelt neogótikus, római katolikus temploma 1907-ben épült Möller István budapesti építész tervei szerint. Négy fiatornyos temploma az egész falu jelképe. 32,4 m magas tornyában három harang található.
- Mailáth kastély[8]

## Külső hivatkozások
- Hivatalos oldal
- E-obce.sk Archiválva 2009. február 28-i dátummal a Wayback Machine-ben
- Községinfó[halott link]
- Zavar Szlovákia térképén
- A község információs oldala